# بياس
بياس (بالتركية: Payas)‏ مدينة في لواء إسكندرون الذي تنازلت عنه فرنسا لتركيا عام 1939.